# 胡集乡 (菏泽市)
胡集乡是中国山东省菏泽市牡丹区下辖的一个乡。

## 行政区划
胡集乡下辖胡集村、尧王寺村、徐庄村、东马垓村、毛庄村、刘庄村、龙凤村、尹集村、王屯村、黄屯村。